# Antoinette Cliquot
Antoinette Cliquot, née le 18 mars 1848 à Pontoise et morte à Nanterre le 7 février 1934, est une peintre française.

## Biographie
Antoinette Cliquot est la fille d'Alexande Louis Auguste Cliquot, notaire, et de Germaine Cécile Bailly.
Élève de Charles Bargue, de Paul Flandrin, de Charles Chaplin et de Léon Bonnat, elle expose au Salon de 1877 à 1899et devient sociétaire en 1883.
Elle obtient une deuxième médaille à la Société des Amis des Arts de Seine-et-Oise à Versailles, suivie d'un rappel.
Elle meurt célibataire à l'âge de 85 ans, à son domicile de Nanterre.